# Lajos Abafi
Lajos Abafi (născut Ludwig Aigner; n. 11 februarie 1840, Iecea Mare, Timiș, România – d. 19 iunie 1909, Budapesta, Austro-Ungaria) a fost un scriitor, editor, istoric literar, entomolog și francmason maghiar de origine germană.

## Viața
Familia sa, de origine germană, s-a mutat în Pozsony (azi Bratislava) în 1858. Acolo el a învățat limba maghiară. Ulterior familia sa s-a transferat la Pesta în 1863.  Și-a făcut studiile parțial în Köln și Stuttgart. În 1870 a devenit mason. A lucrat 12 ani la o istorie a masoneriei publicată în 1900. Ulterior și-a schimbat prenumele Ludwig în Lajos, și a luat ca pseudonim numele de familie Abafi. Între anii 1880 - 1890 afacerea sa a intrat în declin, lucru ce l-a făcut să o închidă. Din acest moment el devenit ocupat exclusiv numai de entomologie. Și-a publicat observațiile în revista Muzeului din Budapesta Természetrajzi Füzetek și a participat în calitate de editor și autor al Fauna Regni Hungariae. Cartea sa Magyarország lepkéi (Fluturii din Ungaria) din 1907 a fost extrem de populară și a influențat multe generații de entomologi din Ungaria.

## Opere
- 1869: Az elégiáról (Despre elegie) - studii critice
- 1872: A magyar népdalról (Despre cântecul popular maghiar) - istorie literară
- 1873: Ungarische Volksdichtungen (Poezia populară maghiară) - istorie literară
- 1878: Mikes Kelemen (Kelemen Mikes) - biografie
- 1879: Kazinczy Ferenc mint szabadkőműves (Ferenc Kazinczy ca francmason) - studii
- 1900: A szabadkőművesség története Magyarországon (Istoria francmasoneriei în Ungaria) - istorie
- 1907: Magyarország lepkéi (Fluturii Ungariei)